# Lago Grand (Terra Nova e Labrador)
O lago Grand é um grande lago de água doce localizado no interior da ilha da Terra Nova na província da Terra Nova e Labrador, Canadá.

## Descrição
Este lago possui uma área de 534 km², facto que o torna o maior lago na ilha da Terra Nova, dada a sua dimensão é também um dos mais profundos lagos desta província.
O lago original foi aumentado em 1924 com a construção de uma barragem, que elevou o nível da água 100 metros acima do nível original.
Após a construção da barragem o lago passou a servir como reservatório para a estação de geração hidroeléctrica na Barragem do Lago Deer. Esta barragem foi inicialmente construída a fim de produzir energia para uma fábrica de celulose e papel na cidade de Corner Brook. A barragem tem 9 turbinas gerar um total de até 126,2 MW. O potencial hidráulico é de 74 m
O Lago assim constituído passou a ser detentor do título de ser o local onde se encontrava a 18ª maior ilha localizada dentro de um lago com barragem em todo o mundo, a ilha Glover.
Este lago está localizado no lado ocidental da ilha da Terra Nova, a 24 km a sudeste da cidade de Corner Brook e é alimentado por numerosos ribeiros e riachos. 
O lago é drenado primeiro por um canal de 11 km, o Canal Humber, e, em seguida, através do Rio Humber, até este atingir a Baía das Ilhas. 
A ilha localizada dentro da lago é desabitada e tem 178 km2. dadas as suas ligações com o lago Sandy e o lago Birchy, este lago tem uma grande popularidade entre os velejadores desportivos.